# Stadio Marcel Tribut
Lo stadio Marcel Tribut (Stade Marcel-Tribut in francese) è un impianto sportivo polivalente della città francese di Dunkerque, nella regione dell'Alta Francia. Ospita le partite interne dell'USL Dunkerque.

## Storia
Fu inaugurato il 6 settembre 1931 ed ospitò le partite interne dell'Union Racing Dunkerque Malo. Distrutto durante la seconda guerra mondiale, fu ricostruito tra il 1957 ed il 1967, anno in cui fu ultimata anche la seconda tribuna. Dal 2004 l'impianto è dotato di un terreno in sintetico.
Nel febbraio 2018 sono iniziati una serie di lavori, la cui fine è pervista nel 2022, che comportano un generale rifacimento dell'impianto. Entrambe le tribune sono state infatti demolite per far spazio a due nuove nuove più grandi che permetteranno di aumentare la capienza a 5.000 spettatori.